# Abel Lawrence Peirson

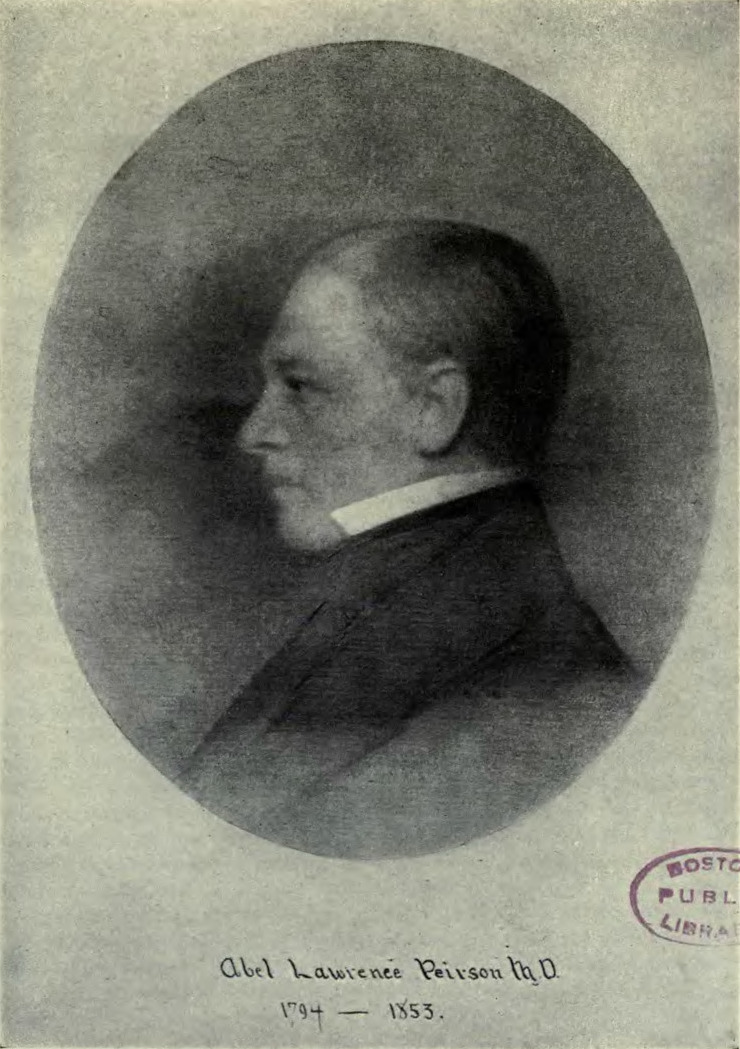
Abel Lawrence Peirson

Abel Lawrence Peirson (* 25. November 1794 in Biddeford, Maine; † 6. Mai 1853 in Norwalk, Connecticut) war ein US-amerikanischer Chirurg aus Salem, Massachusetts. Er galt als der führende Chirurg seiner Zeit im Essex County, Massachusetts, und führte 1846 die ersten (dokumentierten) Operationen unter Narkose mit Diethylether außerhalb des Massachusetts General Hospital durch.
Peirson erhielt 1812 einen ersten Studienabschluss am Harvard College und 1816 ebendort einen M.D. als Abschluss des Medizinstudiums. Unter anderem studierte er bei James Jackson. Zunächst war Peirson in Vassalboro, Maine, tätig, ging 1818 aber nach Salem, Massachusetts, unweit von Boston. 1829 wurde Peirson in die American Academy of Arts and Sciences gewählt. 1832 ging er zum Studium nach Paris, wo er als einer der ersten Amerikaner Laënnecs Methode der Auskultation erlernte. Peirson gehörte zu den Herausgebern des kurzlebigen (1832–1835) Medical Magazine aus Boston.
Peirson war möglicherweise zugegen, als am 16. Oktober 1846 im Massachusetts General Hospital zum ersten Mal Diethylether als Narkosemittel angewendet wurde. Am 14. November und 19. November 1846 führte er selbst die Entfernung eines Lipoms beziehungsweise eine Armamputation unter Ethernarkose durch. In den folgenden Tagen führte er weitere Operationen durch, darunter eine Beinamputation, wobei jeweils ein Zahnarzt namens Fisk die Narkose durchführte. Berichte über diese Operationen wurden im Boston Medical and Surgical Journal (aus dem später das New England Journal of Medicine hervorging) veröffentlicht. 1847 wendete er Diethylether bei einer Geburt an. Peirson war aktives Mitglied der Massachusetts Medical Society.
Auf dem Rückweg von einem Treffen der American Medical Association wurde Abel Lawrence Peirson am 6. Mai 1853 bei einem Eisenbahnunfall nahe Norwalk, Connecticut, getötet. Er hinterließ seine Witwe, Harriet Lawrence (seine Cousine), mit der er seit 1819 verheiratet war, und fünf Kinder.

## Schriften (Auswahl)
- Some Account of the Measles Epidemic in Salem in 1821
- The Boylston Prize Essay on Chin-cough in 1824
- Operation for Hare-Lip, 1836
- A Dissertation on Fractures, 1840